# Campionati svedesi di sci alpino 2005
I Campionati svedesi di sci alpino 2005 si sono svolti a Branäs dal 4 all'8 aprile. Il programma ha incluso gare di discesa libera, supergigante, slalom gigante, slalom speciale, combinata e slalom parallelo, tutte sia maschili sia femminili.
Trattandosi di competizioni valide anche ai fini del punteggio FIS, vi hanno partecipato anche sciatori di altre federazioni, senza che questo consentisse loro di concorrere al titolo nazionale svedese.

## Risultati

### Uomini

#### Discesa libera
| Pos. | Atleta             | Nazione | Tempo |
| ---- | ------------------ | ------- | ----- |
| 1    | Hans Olsson        | Svezia  | 55,21 |
| 2    | Charlie Bergendahl | Svezia  | 55,64 |
| 3    | Jens Byggmark      | Svezia  | 55,70 |
| 4    | Niklas Rainer      | Svezia  | 55,93 |
| 5    | John Buchar        | Svezia  | 56,31 |
| 6    | Fredrik Nordh      | Svezia  | 56,33 |
| 7    | Christoffer Norell | Svezia  | 56,35 |
| 8    | Daniel Backman     | Svezia  | 56,62 |
| 9    | Mattias Hargin     | Svezia  | 56,65 |
| 10   | Fredrick Kingstad  | Svezia  | 56,70 |

Data: 4 aprile

#### Supergigante
| Pos. | Atleta                 | Nazione | Tempo   |
| ---- | ---------------------- | ------- | ------- |
| 1    | Hans Olsson            | Svezia  | 1:05,40 |
| 2    | Jens Byggmark          | Svezia  | 1:05,96 |
| 3    | John Buchar            | Svezia  | 1:05,99 |
| 4    | Charlie Bergendahl     | Svezia  | 1:06,38 |
| 5    | Anton Lahdenperä       | Svezia  | 1:06,47 |
| 6    | Niklas Rainer          | Svezia  | 1:06,73 |
| 7    | Andreas Baggström-Palm | Svezia  | 1:06,86 |
| 8    | Christoffer Norell     | Svezia  | 1:06,99 |
| 9    | Fredrik Nordh          | Svezia  | 1:07,01 |
| 10   | Fredrick Kingstad      | Svezia  | 1:07,05 |

Data: 5 aprile

#### Slalom gigante
| Pos. | Atleta            | Nazione  | Tempo   |
| ---- | ----------------- | -------- | ------- |
| 1    | Niklas Rainer     | Svezia   | 2:50,48 |
| 2    | Peter Bylund      | Svezia   | 2:51,05 |
| 3    | Lars Elton Myhre  | Norvegia | 2:52,06 |
| 4    | Truls Ove Karlsen | Norvegia | 2:52,32 |
| 5    | Fredrik Nordh     | Svezia   | 2:52,45 |
| 6    | Andreas Nilsen    | Norvegia | 2:52,63 |
| 7    | Anton Lahdenperä  | Svezia   | 2:52,73 |
| 8    | Johan Brolenius   | Svezia   | 2:52,78 |
| 9    | Jens Byggmark     | Svezia   | 2:53,01 |
| 10   | Markus Larsson    | Svezia   | 2:53,09 |

Data: 7 aprile

#### Slalom speciale
| Pos. | Atleta             | Nazione  | Tempo   |
| ---- | ------------------ | -------- | ------- |
| 1    | André Myhrer       | Svezia   | 1:42,37 |
| 2    | Martin Hansson     | Svezia   | 1:42,67 |
| 3    | Lars Elton Myhre   | Norvegia | 1:42,95 |
| 4    | Mattias Hargin     | Svezia   | 1:42,99 |
| 5    | Anton Lahdenperä   | Svezia   | 1:43,17 |
| 6    | Mons Bjørge        | Norvegia | 1:44,27 |
| 7    | Hans Olsson        | Svezia   | 1:44,33 |
| 8    | Charlie Bergendahl | Svezia   | 1:44,91 |
| 9    | Andreas Johansson  | Svezia   | 1:45,02 |
| 10   | Magnus Andersson   | Svezia   | 1:45,06 |

Data: 8 aprile

#### Combinata
| Pos. | Atleta      | Nazione |
| ---- | ----------- | ------- |
| 1    | Hans Olsson | Svezia  |
| 2    | ?           | ?       |
| 3    | ?           | ?       |

#### Slalom parallelo
| Pos. | Atleta        | Nazione |
| ---- | ------------- | ------- |
| 1    | Niklas Rainer | Svezia  |
| 2    | ?             | ?       |
| 3    | ?             | ?       |

### Donne

#### Discesa libera
| Pos. | Atleta                  | Nazione | Tempo   |
| ---- | ----------------------- | ------- | ------- |
| 1    | Jessica Lindell Vikarby | Svezia  | 57,94   |
| 2    | Janette Hargin          | Svezia  | 58,19   |
| 3    | Anna Ottosson           | Svezia  | 58,51   |
| 4    | Frida Hansdotter        | Svezia  | 59,52   |
| 5    | Lina Larsson            | Svezia  | 59,76   |
| 6    | Kajsa Kling             | Svezia  | 1:00,28 |
| 7    | Sofie Olofsson          | Svezia  | 1:00,35 |
| 8    | Therese Borssén         | Svezia  | 1:00,42 |
| 9    | Malin Müller            | Svezia  | 1:00,48 |
| 10   | Sandra Tenggren         | Svezia  | 1:00,61 |

Data: 4 aprile

#### Supergigante
| Pos. | Atleta                  | Nazione  | Tempo   |
| ---- | ----------------------- | -------- | ------- |
| 1    | Anna Ottosson           | Svezia   | 1:06,61 |
| 2    | Nike Bent               | Svezia   | 1:06,87 |
| 3    | Anja Pärson             | Svezia   | 1:07,28 |
| 4    | Janette Hargin          | Svezia   | 1:07,43 |
| 5    | Jessica Lindell Vikarby | Svezia   | 1:07,72 |
| 6    | Frida Hansdotter        | Svezia   | 1:08,04 |
| 7    | Cathrine Meisingset     | Norvegia | 1:08,87 |
| 8    | Sofie Olofsson          | Svezia   | 1:08,91 |
| 9    | Sandra Qvilund          | Svezia   | 1:09,13 |
| 10   | Anne Marie Müller       | Norvegia | 1:09,23 |

Data: 5 aprile

#### Slalom gigante
| Pos. | Atleta                  | Nazione   | Tempo   |
| ---- | ----------------------- | --------- | ------- |
| 1    | Anja Pärson             | Svezia    | 2:57,25 |
| 2    | Anna Ottosson           | Svezia    | 2:57,47 |
| 3    | Jessica Lindell Vikarby | Svezia    | 2:58,22 |
| 4    | Janette Hargin          | Svezia    | 2:58,79 |
| 5    | Therese Borssén         | Svezia    | 2:59,95 |
| 6    | Frida Hansdotter        | Svezia    | 3:00,47 |
| 7    | Sofie Olofsson          | Svezia    | 3:00,55 |
| 8    | Veronica Smedh          | Svezia    | 3:00,60 |
| 9    | Cathrine Meisingset     | Norvegia  | 3:00,80 |
| 10   | Eva Kurfürstová         | Rep. Ceca | 3:02,14 |

Data: 6 aprile

#### Slalom speciale
| Pos. | Atleta           | Nazione | Tempo   |
| ---- | ---------------- | ------- | ------- |
| 1    | Anja Pärson      | Svezia  | 1:53,80 |
| 2    | Carolina Nordh   | Svezia  | 1:59,45 |
| 3    | Veronica Smedh   | Svezia  | 2:00,40 |
| 4    | Gabriella Grassl | Svezia  | 2:00,47 |
| 5    | Karin Ohlin      | Svezia  | 2:01,60 |
| 6    | Caroline Jonsson | Svezia  | 2:03,08 |
| 7    | Stina Andersson  | Svezia  | 2:03,50 |
| 8    | Sandra Qvilund   | Svezia  | 2:03,78 |
| 9    | Jessica Bouleau  | Svezia  | 2:03,85 |
| 10   | Ida Jacobsson    | Svezia  | 2:05,03 |

Data: 8 aprile

#### Combinata
| Pos. | Atleta         | Nazione |
| ---- | -------------- | ------- |
| 1    | Carolina Nordh | Svezia  |
| 2    | ?              | ?       |
| 3    | ?              | ?       |

#### Slalom parallelo
| Pos. | Atleta      | Nazione |
| ---- | ----------- | ------- |
| 1    | Ida Hinders | Svezia  |
| 2    | ?           | ?       |
| 3    | ?           | ?       |